# Salima (stad)
Salima is een stad in Malawi en is de hoofdplaats van het district Hamza.
Salima telt naar schatting 43.000 inwoners.